# Márton Nagy
Márton Nagy (ur. 9 maja 1976 w Szolnoku) – węgierski ekonomista i urzędnik państwowy, w latach 2015–2020 wiceprezes Narodowego Banku Węgier, od 2015 do 2017 prezes węgierskiej giełdy, od 2022 minister.

## Życiorys
W 1999 ukończył studia ekonomiczne na Uniwersytecie Nauk Ekonomicznych w Budapeszcie. Początkowo pracował jako analityk w centrum zarządzania długiem publicznym i w jednej ze spółek wchodzącej w skład koncernu ING Groep. W 2002 został zatrudniony w Narodowym Banku Węgier. Był m.in. wicedyrektorem (2006–2010) i dyrektorem (2010–2013) departamentu stabilności finansowej, następnie pełnił funkcję dyrektora zarządzającego odpowiedzialnego za ten obszar.
Od września 2015 do maja 2020 pełnił funkcję wiceprezesa węgierskiego banku centralnego. W latach 2015–2017 był także prezesem Giełdy Papierów Wartościowych w Budapeszcie. W czerwcu 2020 mianowany głównym doradcą ekonomicznym premiera Viktora Orbána.
W maju 2022 w piątym rządzie Viktora Orbána objął stanowisko ministra bez teki do spraw rozwoju gospodarczego. W styczniu 2023 stanął na czele nowo utworzonego ministerstwa rozwoju gospodarczego. W styczniu 2024 w tym samym rządzie objął kierownictwo powołanego resortu gospodarki narodowej.